# Алкогольдегидрогеназа
Алкогольдегидрогеназа (алкоголь: НАД⁺-оксидоредуктаза, КФ 1.1.1.1) — фермент класса дегидрогеназ, катализирующий окисление спиртов и ацеталей до альдегидов и кетонов в присутствии никотинамидадениндинуклеотида (НАД).
Алкогольдегидрогеназы (алкоголь: НАД⁺-оксидоредуктазы) являются димерами, состоящими из субъединиц с молекулярным весом около 40 000 и содержащими ион цинка Zn2+.

## Функции
Катализирует реакцию: этанол + НАД+ ⇌ ацетальдегид + НАДН + H+.
Является специфическим для клеток печени. Появление его в сыворотке крови свидетельствует о повреждении клеток печени. Резкое повышение содержания фермента наблюдается при острых гепатитах (при этом его показатели приходят к норме раньше, чем показатели трансаминаз). При обтурационной желтухе, циррозах печени, инфаркте миокарда, мышечной дистрофии Эрба обычно не наблюдается повышения активности фермента в крови.

## Механизмы действия
Оптимум действия фермента находится при pH 8,0. Цианиды, йодоацетат тормозят действие энзима.

## Распространение
В больших количествах фермент находится лишь в печени, но небольшое количество также содержат почки. Следы фермента также обнаруживаются в сердечной и скелетной мускулатуре человека. В сыворотке крови здорового человека отсутствует.
Активность алкогольдегидрогеназы в организме человека зависит от возраста, пола, этнической принадлежности, генетической предрасположенности. Например, молодые женщины не могут обрабатывать алкоголь с той же скоростью, что и молодые мужчины, потому что они не экспрессируют алкогольдегидрогеназу так же высоко, хотя обратное верно для среднего возраста. С ростом частоты и регулярности употребления алкоголя активность алкогольдегидрогеназы снижается.

## Фармакогенетика алкогольдегидрогеназы
Алкогольдегидрогеназа (АДГ) — фермент, представленный различными формами. Были охарактеризованы 5 классов АДГ. Их фармакогенетика не была широко изучена, но хорошо известны их субстраты: кроме этанола и других алифатических спиртов, включает 4-гидроксиноненаль, альдегиды, полученные перекисным окислением липидов, стероиды, гидроксилированные жирные кислоты, промежуточные соединения медиаторных путей в процессе образования ретиноевой кислоты из витамина А.

### Класс I (ADH1)
Обладают этанол-окислительной активностью. Гены трех типов ADH1A, ADH1B, и ADH1C кодируют α-, β-, и γ-субъединицы, которые могут образовывать гомо- и гетеродимеры, которые ответственны за большую часть окислительной активности печени по отношению к этанолу. Некоторые исследования продемонстрировали меньший риск стать алкоголиком для азиатов с наличием ADH1B2 аллеля (частота 60—80 % в азиатских популяциях и около 4 % в безалкогольных европейских популяциях). Также некоторые исследования указывают на распространение аллеля ADH1C1 среди безалкогольной популяции.

### Класс III (ADH3)
Высоко консервативны, активны по отношению к глутатион-конъюгированному формальдегиду, а также к глутатион-NO и к свободным гидроксилированным жирным кислотам и лейкотриенам. Ферменты класса III участвуют в пути ликвидации формальдегида и имеют древнее происхождение от прокариот, но, несмотря на это, формы фермента АДГ3 варьируются незначительно.

### Класс IV (ADH4)
Обладают ретинол-дегидрогеназной активностью, участвуют в формировании ретиноевой кислоты и, следовательно, в регуляции дифференцировки клеток позвоночных.

## Влияние различных АДГ на метаболизм этанола
На основании кинетических свойств различных вариантов и предполагаемого содержания фермента АДГ в печени, исследователи рассчитали вклад различных ферментов АДГ на способность печени окислять этанол. Для человека (средний вес которого 70 кг), у которого концентрация этанола в крови приблизительно 100 мг/100 мл, если он гомозиготен по ADH1B1 и ADH1C1 ферменты класса I окисляют 70 % этанола. Для человека гомозиготного по ADH1B1 и ADH1C2 окислительная способность составляет 80 %. Присутствие ADH1C2 аллели будет связан со слегка пониженной окислительной способности, в то время как наличие adh1b2 и adh1b3 аллели было бы связано с существенно более высокой окислительной способности (то есть более быстрое окисление этанола в ацетальдегид). Эти расчеты приближены, так как не учитывают размер печени и различия экспрессии генов.
Гены ADH1B и ALDH2 (ген, кодирующий одного из представителей семейства альдегиддегидрогиназ) являются наиболее сильно связаны с риском развития алкоголизма. Они способны уменьшить риск алкоголизма путем увеличения локальных уровней ацетальдегида, либо за счет быстрого окисления этанола, либо за счет медленного окисления ацетальдегида. Точный баланс между скоростями окисления этанола и ацетальдегида может иметь решающее значение при определении концентрации ацетальдегида в клетках, таким образом, что небольшие различия в относительной активности ADG и ALDH могут вызвать значительные различия в концентрации ацетальдегида).
Из-за этого тонкого баланса, влияние вариаций генов ADG и ALDH на риск развития алкоголизма может быть продемонстрировано только независимо друг от друга, то есть, исследователи могут определить различия в риске между людьми, несущими различные аллели одного гена, но идентичные аллели других генов.

## Алкогольдегидрогеназа и витамин А
Семейство ферментов алкогольдегидрогеназ (АДГ) может принимать участие в метаболизме ретинола (витамина А), а также в метаболизме этанола. Некоторые члены семейства АДГ предпочитают ретинол в качестве субстрата вместо этанола, и их способность окислять ретинол конкурентно ингибируется высокими концентрациями этанола. Кроме того, существует семейство альдегиддегидрогеназ (ALDH), содержащее несколько представителей, предпочитающих ретиналь в качестве субстрата вместо ацетальдегида.

## Конформационные изменения и катализ алкогольдегидрогеназы
Как показано с помощью рентгеновской кристаллографии, в печени лошади алкогольдегидрогеназа претерпевает глобальные конформационные изменения при связывании НАД+ или НАДН, включающие поворот каталитического домена относительно кофермент-связывающего домена и перестройку активного сайта для получения каталитически-активного фермента. Изменение конформации требует полного кофермента и зависит от различных химических или мутационных замен, которые могут увеличить каталитическую активность за счет изменения кинетики изомеризации и скорости диссоциации коферментов.
После того, как фермент связал НАД+, субстрат вытесняет гидроксид, связанный с каталитическим цинком. Этот обмен может включать реакцию двойного замещения, где карбоксильная группа остатка глутаминовой кислоты сначала замещает гидроксид, а затем субстрат замещает остаток глутамата. В полученном фермент-НАД⁺-алкоголятном комплексе атом водорода переносится на кофермент.